# México en los Juegos Olímpicos de Pekín 2022
México participa en los Juegos Olímpicos de Pekín 2022 en lo que es la cuarta participación consecutiva de la nación en los Juegos Olímpicos de Invierno.
México garantizó su participación con la clasificación del patinador artístico Donovan Carrillo en el Campeonato Mundial de Patinaje Artístico sobre Hielo de 2021, esto tras conseguir una puntuación de 204.78 terminando la competición en el puesto número 20.

## Delegación
La delegación mexicana está conformada por cuatro atletas:
- Donovan Carrillo (patinaje artístico)
- Rodolfo Dickson (eslalon gigante)
- Sarah Schleper (eslalon gigante)
- Jonathan Soto Moreno (esquí de fondo)

Sarah Schleper y Donovan Carrillo portaron la bandera simultáneamente durante la inauguración.